# Шчи
Шчи (на руски: щи) е супа със зеле като основна съставка. Зелето може да както прясно, така и кисело („Кисели шчи“, на руски: Кислые щи). Шчи е едно от най‑популярните ястия в Русия и най‑популярната супа.
Традиционно шчи се приготвя със зеле, но се допуска то да бъде заменено с киселец, коприва или спанак. Основата ня ястието е телешки или пилешки бульон, а месото често се вари цяло, без да се нарязва. Свинско месо се ползват в западните райони на Русия. Възможно е щи да се варят с грибен или зеленчуков бульон. Постните шчи се наричат – „Празни шчи“ (на руски: Пустые щи). За да се добави киселина на супата може да се добави зелев разсол (саламура) или лимонен сок, рядко оцет. Ако киселото зеле е с прекалена киселинност е необходимо да се изплакне с вода.
Основният принцип за приготвяне на шчи е да се ползват продукти без предварителна обработка: пържене или сотиране. Исключение е киселото зеле, което се задушава отделно. Такъв похват е характерен за руската кухня.
В шчи могат да се добавят нарязани на кубчета картофи, които се слагат в буьона няколко минути преди зелето.
Приготвените на рибен бульон шчи сервират с парченца сварена риба и не добавят заквасена сметана.
Има шчи, които се приготвят по особен начин и имат специални имена:
- „Болярски шчи“ (на руски: Боярские щи) – в порционно гърне се слага варено телешко, зеле и се залива с телешки бульон, добавят се гъби, подправки. Гърнето се запечатва с тесто и се готви във фурна;
- „Уралски шчи“ (на руски: Уральские щи) – шчи с кисело зеле и картофи, като се добавя перлен ечемик, предварително сварен;
- „Зелени шчи“ (на руски: Зелёные щи) – готвят се с киселец, картофи и корен от магданоз, възможно е да се добави и коприва. Такива шчи имат зелен цвят;
- „Рахмановски зелени шчи“ (на руски: Рахмановские зелёные щи) ‒ варят се на рибен бульон и се сервират с парченца варена или пържена риба.

Преди сервиране в шчи обикновено се добавя заквасена сметана и ситно нарязан магданоз.